# Mauria trichothyrsa
Mauria trichothyrsa är en sumakväxtart som beskrevs av Ludwig Eduard Loesener. Mauria trichothyrsa ingår i släktet Mauria och familjen sumakväxter. Inga underarter finns listade i Catalogue of Life.